# Ла-Лешер (Савоя)
Ла-Леше́р (фр. La Léchère) — муніципалітет у Франції, у регіоні Овернь-Рона-Альпи, департамент Савоя. Населення — 2569 осіб (01.01.2021).
Муніципалітет розташований на відстані близько 490 км на південний схід від Парижа, 130 км на схід від Ліона, 45 км на схід від Шамбері.

## Історія
До 2015 року муніципалітет перебував у складі регіону Рона-Альпи. Від 1 січня 2016 року належить до нового об'єднаного регіону Овернь-Рона-Альпи.
1 січня 2019 року до Ла-Лешер приєднали колишні муніципалітети Боннваль і Фессон-сюр-Ізер.

## Демографія
Динаміка населення (INSEE ):
Розподіл населення за віком та статтю (2006):
| Стать | Всього | До 15 років | 15-24 | 25-44 | 45-64 | 65-85 | Понад 85 |
| --- | ------ | ----------- | ----- | ----- | ----- | ----- | -------- |
| Чоловіки | 996    | 185         | 110   | 287   | 288   | 118   | 8        |
| Жінки | 893    | 157         | 94    | 256   | 244   | 130   | 12       |
| \| Статево-вікова піраміда \| Статево-вікова піраміда \| Статево-вікова піраміда \| \| ----------------------- \| ----------------------- \| ----------------------- \| \| Чоловіки \| Вік \| Жінки \| \| 8 \| 85 + \| 12 \| \| 12 \| 80-84 \| 24 \| \| 39 \| 75-79 \| 24 \| \| 28 \| 70-74 \| 35 \| \| 39 \| 65-69 \| 47 \| \| 63 \| 60-64 \| 31 \| \| 79 \| 55-59 \| 71 \| \| 79 \| 50-54 \| 79 \| \| 67 \| 45-49 \| 63 \| \| 59 \| 40-44 \| 71 \| \| 71 \| 35-39 \| 51 \| \| 90 \| 30-34 \| 83 \| \| 67 \| 25-29 \| 51 \| \| 55 \| 20-24 \| 51 \| \| 55 \| 15-20 \| 43 \| \| 67 \| 10-14 \| 39 \| \| 55 \| 5-9 \| 35 \| \| 63 \| 0-4 \| 83 \| |        |             |       |       |       |       |          |
| Статево-вікова піраміда |        |             |       |       |       |       |          |
| Чоловіки | Вік    | Жінки       |       |       |       |       |          |
| 8 | 85 +   | 12          |       |       |       |       |          |
| 12 | 80-84  | 24          |       |       |       |       |          |
| 39 | 75-79  | 24          |       |       |       |       |          |
| 28 | 70-74  | 35          |       |       |       |       |          |
| 39 | 65-69  | 47          |       |       |       |       |          |
| 63 | 60-64  | 31          |       |       |       |       |          |
| 79 | 55-59  | 71          |       |       |       |       |          |
| 79 | 50-54  | 79          |       |       |       |       |          |
| 67 | 45-49  | 63          |       |       |       |       |          |
| 59 | 40-44  | 71          |       |       |       |       |          |
| 71 | 35-39  | 51          |       |       |       |       |          |
| 90 | 30-34  | 83          |       |       |       |       |          |
| 67 | 25-29  | 51          |       |       |       |       |          |
| 55 | 20-24  | 51          |       |       |       |       |          |
| 55 | 15-20  | 43          |       |       |       |       |          |
| 67 | 10-14  | 39          |       |       |       |       |          |
| 55 | 5-9    | 35          |       |       |       |       |          |
| 63 | 0-4    | 83          |       |       |       |       |          |

## Економіка
2010 року серед 1277 осіб працездатного віку (15—64 років) 974 були активними, 303 — неактивними (показник активності 76,3%, у 1999 році було 72,4%). З 974 активних мешканців працювало 916 осіб (516 чоловіків та 400 жінок), безробітними було 58 (21 чоловік та 37 жінок). Серед 303 неактивних 90 осіб було учнями чи студентами, 99 — пенсіонерами, 114 були неактивними з інших причин.

У 2010 році в муніципалітеті числилось 832 оподатковані домогосподарства, у яких проживали 1901,0 особи, медіана доходів виносила 18 041 євро на одного особоспоживача